# 渐狭早熟禾
渐狭早熟禾（学名：Poa attenuata Trin.）是一种禾本科植物。这种植物分布于中国东北、新疆、内蒙古、河北、山西；俄罗斯、蒙古也有。